# Долгая ночь (фильм, 1978)
«Долгая ночь» (перс. در امتداد شب‎) — иранский фильм, снятый в 1977 году. Главную роль исполняет иранская певица Гугуш. Это был последний фильм, снятый в Иране с участием Гугуш, через два года в Иране произошла исламская революция, и аятоллы наложили запрет на деятельность Гугуш, фактически поместив её под домашний арест. Тем не менее, фильм получил большую известность в СССР.

## Сюжет
Фильм повествует об истории любви знаменитой певицы варьете к простому юноше. Влюбленный Бабек пытается привлечь к себе внимание знаменитости, не раз признаётся ей в любви и добивается своего — Парване влюбляется в искреннего юношу. Долгое время Парване не знала, что Бабек неизлечимо болен. Когда истина открылась ей, она жертвует карьерой и решает, чтобы спасти любимого, увезти его лечиться во Францию. Но было уже поздно: в самолёте по дороге в Париж Бабек умирает у неё на руках…

## В ролях
- Фаигэ Аташин (Гугуш) ... Парване, известная певица и актриса
- Сеид Кангарани ... Бабак, поклонник Парване
- Махбубе Байят … Маргарита, помощница Парване
- Малиха Назари … мать Бабака
- Насер Махмуд … Кавех
- Джахангир Фарухар … Низам
- Ашраф Сагер … Заринназ
- Гити Фарухар … Биби
- Акбар Докдар … менеджер кабаре
- Масуд Карджав … Джордж

## Саундтрек
Все песни в этом фильме звучали в исполнении самой Гугуш. Заглавная песня звучит в начале фильма. Песни в котором звучат в кабаре являются попурри из её творчества тех лет: غریب آشنا, نمیاد, I Believe in Love (Taking Off), کیه کیه